# Euriphene comus
Euriphene comus är en fjärilsart som beskrevs av Ward 1871. Euriphene comus ingår i släktet Euriphene och familjen praktfjärilar. Inga underarter finns listade i Catalogue of Life.